# Марковић
Марковић је српско презиме.

## Особе које носе презиме Марковић
- Сима Марковић (војвода) (1769—1817),
- Стефан Марковић (политичар) (1804—1864),
- Ђорђе Марковић Кодер (1806—1891),
- Јован Белимарковић (1827—1906),
- Илија Марковић (учитељ) (1842—1929),
- Светозар Марковић (1846—1875),
- Михајло-Мика Марковић (1847—1911),
- Димитрије Цинцар-Марковић, (1849—1903),
- Павле Марковић-Адамов (1855—1907),
- Стеван Марковић (1860—1945),
- Радослав Марковић (1865—1948),
- Даница Марковић (1879—1932),
- Богдан Марковић (1880—1938),
- Василије Марковић (1882—1920),
- Александар Цинцар-Марковић (1889—1952),
- Драго Марковић (1901—1943),
- Мома Марковић (стрип), (1902—1977),
- Милан Марковић Лика (1906—1942),
- Савић Марковић Штедимлија (1906—1971),
- Боривоје Бора Марковић (1907—1941),
- Иван Марковић Ирац (1909 — 1942),
- Мома Марковић (1912—1992),
- Светозар Марковић Тоза (1913—1943),
- Живан Марковић Жића (1919—1942),
- Драгослав Марковић (1920—2005),
- Божидарка Дамњановић-Марковић Кика (1920—1996),
- Раде Марковић (глумац) (1921—2010),
- Михаило Марковић (1923—2010),
- Јован Ђ. Марковић (1924—2005),
- Анте Марковић (1924—2011),
- Оливера Марковић (1925—2011),
- Лазар Марковић Чађа (1925 — 2004),
- Слободан Марковић (песник) (1928—1990),
- Миливоје Марковић (1930—1996),
- Марко Марковић (1935—2011),
- Богислав Марковић (1940),
- Мирослав Марковић Марле (1944—2010)
- Мира Марковић (1946—2019)
- Горан Марковић (1946),
- Радомир Марковић (1946),
- Радован Бели Марковић (1947),
- Мара Марковић Силађи (1950),
- Предраг Марковић (1955),
- Милован Де Стил Марковић (1957),
- Срђан Ђиле Марковић (1959),
- Драган Марковић Палма (1960),
- Рада Марковић (1960),
- Слободан Марковић Сале (1962),
- Предраг Ј. Марковић (1965),
- Снежана Самарџић Марковић (1966),
- Милан Марковић (1970),
- Лела Марковић (1971),
- Слободан Г. Марковић (1972),
- Маја Марковић (1978),
- Марјан Марковић (1981),
- Катарина Марковић (1982),
- Стивен Марковић (1985),
- Добривоје Марковић (1986),
- Стефан Марковић (кошаркаш) (1988),
- Лазар Марковић (фудбалер) (1994),
- Мирослав Марковић
- Душан Марковић (генерал) (1879—1935)
- Милан Марковић (модни дизајнер) (1963)
- Цене Марковић (1864—1918+)

## Вишезначне одреднице
- Драган Марковић
- Илија Марковић
- Јован Марковић
- Лазар Марковић
- Милан Марковић (вишезначна одредница)
- Раде Марковић (вишезначна одредница)
- Светозар Марковић (вишезначна одредница)
- Сима Марковић (вишезначна одредница)
- Слободан Марковић
- Стефан Марковић